# Wouter Abts
Wouter Abts (Lier, 1582 – 1642/1643) è stato un pittore fiammingo.
Nel 1604 fu ammesso alla corporazione di San Luca di Anversa, circolo di artisti tra i quali si distinse per dipinti di paesaggi e conversazioni. Fu maestro di Adriaen de Bie, ma oltre a questi particolari poco si sa della sua vita.